# Scombroidei
A Scombroidei  a sugarasúszójú halak (Actinopterygii) osztályába és a sügéralakúak (Perciformes) rendjébe tartozó alrend.

## Rendszerezés
Az alrendbe az alábbi 6 család tartozik
- Kígyómakrélafélék (Gempylidae)
- Vitorláskardoshal-félék (Istiophoridae)
- Makrélafélék (Scombridae)
- Nyilascsukafélék vagy barrakudák (Sphyraenidae)
- Abroncshalfélék (Trichiuridae)
- Kardhalfélék (Xiphiidae)